# Totarol
Le totarol est un produit naturel de la famille des diterpènes. Il a été isolé pour la première fois par McDowell et Easterfield dans le bois de Podocarpus totara, un conifère en Nouvelle-Zélande. Podocarpus totara était étudié pour sa capacité à résister à la pourriture. Il a été confirmé que le totarol possède des propriétés antimicrobiennes et thérapeutiques.

## Découverte
Le totarol a été découvert en 1910 par Sir Thomas Hill Easterfield, un scientifique néo-zélandais. Alors qu'il étudiait les propriétés de Prumnopitys ferruginea, Dacrycarpus dacrydioides, Dacrydium cupressinum, Prumnopitys taxifolia et Podocarpus totara, Easterfield détecta des cristaux sur des planches de totara qu'il avait laissées quelques heures sur la raboteuse. Easterfield ne trouva pas de composés reportés dans la littérature avec cette formule chimique. Dans un article subséquent publié en 1915, Easterfield et son collègue J. C. McDowell proposèrent le nom « totarol » puisqu'ils croyaient que la substance possédait un alcool tertiaire. Short poursuivit les recherches sur le totarol et publièrent un premier article en 1937 et un second en 1951 après en avoir déterminé la structure.

## Occurrence naturelle
En plus de Podocarpus totara, le totarol est retrouvé dans de nombreuses espèces de la famille des Podocarpacées et des Cupressacées, et plus particulièrement dans le genre Podocarpus et la sous-famille des Cupressoidée, respectivement. Le totarol n'est que rarement retrouvé dans d'autres espèces du règne des plantes, bien qu'il ait été isolé dans le romarin. Les Gymnospermes qui contiennent du totarol sont distribués à l'échelle de la planète, mais sont concentrés en Amérique du Nord ainsi que dans les régions australes de l'Amérique du Sud, de l'Asie de l'Est et de l'Afrique de l'Est.

## Activité biologique

### Activité anti-microbienne
Le totarol suscite de l'intérêt en recherche pharmaceutique grâce à ses propriétés d'inhibitions contre plusieurs micro-organismes, dont certaines bactéries à Gram positif, bacilles acido-alcoolo-résistants, nématodes, parasites protozoaires et crustacés (voir le tableau ci-dessous). En plus de ses propriétés intrinsèques, le totarol peut agir en synergie avec d'autres médicaments antimicrobiens, tels que l'isoniazide contre une variété de mycobactéries, la méticilline contre Mycobacterium tuberculosis et Staphylococcus aureus, et l'acide anacardique et l'érythromycine contre Staphyloccocus aureus. Le totarol protège également les Gymnospermes qui le produisent contre les plusieurs micro-organismes, ce qui les rend résistant à la pourriture.
Tableau 1 : Activité du totarol contre des micro-organismes
| Micro-organisme                  | CMI (μg/ml) | IC50 (μg/ml) |
| -------------------------------- | ----------- | ------------ |
| Artémia saline                   | -           | 1            |
| Ammoniogènes bactériens          | 0,78        | -            |
| Bacillus subtilis                | 1,56        | -            |
| Caenorhabditis elegans           | -           | 80           |
| Enterococcus faecalis            | 2           | -            |
| Klebsiella pneumoniae            | >32         | -            |
| Mycobactérie aurum               | 2           | 7,5          |
| Mycobactérie fortuitum           | 4           | 7,5          |
| Mycobactérie phlei               | 4           | 7,5          |
| Mycobactérie smegmatis           | 2           | 7,5          |
| Mycobacterium tuberculosis H37Rv | 21,1        | 7,5          |
| Leishmanie donovani              | -           | 3,5          |
| Proprionibacterium acnes         | 3,9         | -            |
| Staphylococcus aureus ATCC 12598 | 1,56        | -            |
| Staphylococcus aureus ATCC 33591 | 0,78        | -            |
| Staphylococcus aureus ATCC 11632 | 0,78        | -            |
| Streptocoque mutans              | 0,78        | -            |
| Streptococcus pneumoniae         | 2           | -            |

### Mécanisme d'inhibition antimicrobienne
Le mode d'action du totarol demeure incertain, bien que plusieurs hypothèses aient été proposées. Chez les souches de Staphylococcus aureus résistantes à la pénicilline via la production de protéines de liaison à la pénicilline 2' (penicillin binding protein 2', PBP2'), le totarol pourrait inhiber la synthèse de PBP2'. Le totarol pourrait inhiber l'efflux de souches de Staphylococcus aureus par l'inhibition de l'enzyme Méthionine sulfoxide reductase A (MsrA), bien qu'il ne soit pas certain que MsrA soit une pompe d'efflux. Le totarol pourrait également obtenir ses propriétés antibactériennes par l'inhibition du transport respiratoire bactérien, mais cela est peu probable puisque le totarol est également efficace contre les organismes anaérobies. Il est également proposé que le totarol pourrait inhiber les bactéries Gram positif et les bacilles acido-alcoolo-résistants par l'inhibition de la protéine FtsZ nécessaire pour une cytodiérèse bactérienne efficace.
Le totarol peut également affecter l'intégrité de la bicouche lipidique des bactéries en affaiblissant les interactions de Van der Waals avec son groupement phénol,,, ce qui empêche la bactérie de produire de l'ATP. L'impact du tétarol sur la bicouche lipidique peut l'expliquer par son coefficient de partage élevé. Toutefois, cet effet n'a été observé qu'à des concentrations de 10 à 100 fois plus élevées que nécessaires à l'activité antibiotique.

### Utilisation traditionnelle
Les extraits de Podocarpus totara sont utilisés depuis plus d'un siècle dans la culture maorie pour le traitement de la fièvre, l'asthme, la toux, le choléra et les infections sexuellement transmissibles. Le bois de cet arbre, de par sa résistance à la pourriture, a également été utilisé par les Maoris pour la fabrication de maisons, de waka (canots), de clôtures, de palissades pa, de récipients pour boire et de pelles.

### Propriétés biochimiques
Le totarol diminue la concentration d'œstrogènes dans le plasma sanguin et peu également réduire les cellules hépatiques pathogènes in vitro. L'activité anticancéreuse du Totarol peut être due à la capacité du produit naturel à former un méthide d'o-quinone in vivo. Le totarol empêche également les cellules de subir un stress oxydatif in vitro en agissant comme donneur d'hydrogène pour les radicaux peroxy ou en réagissant avec d'autres radicaux peroxy pour mettre fin aux réactions radicalaires indésirables.

## Biosynthèse
Le totarol est un précurseur pour la synthèse de nagilactones qui possèdent des propriétés antifongiques, alors que le totarol n'en possède pas,. Par conséquent, les Gymnospermes qui produisent du totarol peuvent se défendre contre des bactéries et des champignons.
Il a été difficile de déterminer la biosynthèse du totarol. Le principal défi était de déterminer comment le métabolite secondaire est produit, puisque le totarol ne respecte pas la règle de l'isoprène et que le groupement isopropyle du totarol est au « mauvais » endroit à la position C14. Au départ, l'hypothèse était que le totarol et le ferruginol (un diterpène « normal »), également présent chez les Podocarpacées, étaient dérivés du précurseur 2 (Schéma 1) qui est déshydraté et que le groupement isopropyle migre pour produire le totarol et le ferruginol 3. Cette hypothèse était plausible puisque ce type de réarrangement est observer pour former la desmotroposantonine à partir de la santonine. Il est maintenant connu que la voie biosynthétique du totarol utilise le ferruginol comme intermédiaire. Le pyrophosphate de géranyle 4 subit des cyclisations typiques des diterpènes pour former le (–)-abietadiène 5 (Schéma 2), qui est ensuite oxydé en ferruginol 3. Le totarol est ensuite obtenu via la formation d'un intermédiaire de type spiro.

Schéma 1. Biosynthèse du totarol initialement proposée

Schéma 2. Biosynthèse acceptée du totarol

## Synthèse
Le totarol a été le sujet de plusieurs synthèses, et la première synthèse totale du totarol (Schéma 3) utilise la cétone 6 et l'alcyne 7 pour générer 8. Le composé 8 subit ensuite une hydrogénation et une cyclisation en présence d'acide polyphosphorique pour générer la cétone 9. Le composé 10 est ensuite obtenu à partir de 9. À la suite d'un traitement de 10 avec du N-bromosuccinimide et d'une débromation, le (±)-totarol a été isolé. L'inconvénient principal de cette voie de synthèse est que plusieurs des étapes formaient des produits secondaires indésirables difficiles ou impossibles à séparer des composés désirés par chromatographie.

Schéma 3. Première synthèse totale du (±)-totarol

### Synthèse totale énantiosélective
La première synthèse totale énantiosélective a été publiée en 1979 (Schéma 4). L'étape clé de cette synthèse est la réaction de Wittig entre les composés 11 et 12 pour former 13. L'hydrogénation de 13 suivie par une cyclisation intramoléculaire en présence de chlorure d'aluminium forme le cycle B du totarol. L'éther présent sur le cycle aromatique est finalement clivé avec du tribromure de bore pour générer le totarol.

Schéma 4. Première synthèse totale énantiosélective du totarol

### Synthèse totale chimioenzymatique
La synthèse chimioenzymatique du totarol a été réalisée avec un rendement élevé de 41,8 % (Schéma 5). Le cétoester racémique 19 subit une résolution assistée par une lipase génère l'alcool chiral 20. Le traitement de 20 avec du HCl 10 % et de l'acide paratoluènesulfonique donne la cétone α,β-insaturée 21. Une addition de Michael donne le composé 22 dans un mélange de diastéréoisomères de 2:1 qui est ensuite hydrolysé pour générer 23. Ce dernier est ensuite bromé et débromé, donnant le totarol.

Schéma 5. Synthèse chimioenzymatique du totarol

## Extraction
Le totarol est extrait à l'aide de l'extraction par un fluide supercritique à partir du bois réduit en poudre. Il est possible d'extraire le totarol du bois mort, ce qui limite la nécessité de couper des arbres vivants. Bien que le totarol peut être extrait d'autres espèces de Podocarpus, de certains arbres de la famille des Cupressacées (genévrier, thuya) et du romarin, c'est dans Podocarpus totara qu'il est le plus abondant.

## Des produits
Le totarol se retrouve dans plusieurs produits, comme les dentifrices, les bains de bouche, les toniques, les émollients, les masques de beauté, les correcteurs, etc.

## Autres utilisations
Le totarol peut être utilisé comme indicateur de la qualité de spiritueux à base de baies de genévrier. Ces baies contiennent des diterpénoïdes, dont le totarol, et sont utilisées pour l'aromatisation et la production de certains gins. Le totarol peut donc aider à la caractérisation de différents types de gins ou de marques commerciales, garantissant l'authenticité et la qualité des produits.